# Ville-en-Sallaz
Ville-en-Sallaz település Franciaországban, Haute-Savoie megyében. Lakosainak száma 918 fő (2022. január 1.). Ville-en-Sallaz Peillonnex, La Tour és Viuz-en-Sallaz községekkel határos.

## Népesség
A település népessége az elmúlt években az alábbi módon változott:
| Lakosok száma | 817  | 871  | 903  | 905  | 922  | 933  | 935  | 937  | 918  |
|               | 2013 | 2015 | 2016 | 2017 | 2018 | 2019 | 2020 | 2021 | 2022 |